# Río Taniúrer
El río Taniúrer (también transliterado Tanyurer) (en ruso, Танюрер) es un río asiático de la Siberia Oriental que discurre por la península de Chukchi, un afluente por la izquierda del río Anádyr. Tiene una longitud de 482 km y drena una cuenca de 18.500 km² (similar a países como Israel o Eslovenia).
Administrativamente, todo el río y su cuenca pertenecen al distrito autónomo de Chukotka de la Federación de Rusia. 

## Geografía
El río Tanyurer nace en los montes Pekulney y se encamina en dirección media meridional en un amplio valle a menudo pantanoso, con numerosos lagos y lagunas, hasta desaguar por la margen izquierda en el río Anádyr en su curso bajo.
El río discurre por una zona de clima muy extremo de bosque-tundra, lo que provoca largos períodos de congelamiento (en general, desde primeros  de noviembre a finales de mayo/primeros de junio) y la ausencia de ciudades a lo largo de su curso. En su curso se encuentran pequeños asentamientos como Kabanova, Karganai, Shitikova, y Tamiurer, casi en la boca. En el tramo más bajo el río es navegable.
La vegetación de la región está formada por musgos, líquenes, arbustos enanos y juncia. En el río son comunes las especies de salmón Oncorhynchus keta y Oncorhynchus nerka.